# Calais Round Britain Race
La Calais Round Britain Race est une course nautique à la voile en équipage dont le parcours fait le tour des Îles Britanniques avec pour point de départ et d'arrivée Calais. Cette course se déroule tous les deux ans entre 2003 et 2007. La course est réservée aux monocoques de 60 pieds IMOCA.
En 2004, une course particulière mais dans des conditions de course similaires, les 1000 milles de Calais a été organisée pour le 150e anniversaire de la construction du phare irlandais du Fastnet avec un parcours au chiffre rond de  1000 milles nautiques Calais-Fasnet-Calais mais sans le tour des îles Britanniques.

## Historique
Naviguer sans s’arrêter autour des îles Britanniques était déjà pratiqué depuis quelques décennies par les Britanniques. Ce type de périple est connu outre-Manche sous le nom Round Britain and Ireland Race. Plusieurs courses ont été ou sont encore organisées. Une course avec étapes comme celle du Royal Western Yacht Club of  England de Plymouth est organisée régulièrement. Une course sans escale fut aussi un temps organisée par le Royal Ocean Racing Club, un des principaux organisateurs de courses à la voile en Grande-Bretagne. Au cours d'une de ces courses, le Britannique Robin Knox-Johnston gagne sur un 48 pieds avec le temps de 10 jours 23 heures 15 minutes qui restera longtemps un record.
- 2014 : Avec le nouveau monotype de la Volvo Ocean Race, Abu Dhabi a battu de plus ... 13 heures, 10 minutes et 28 secondes soit 32 heures de moins que le record etabli en 2010 par Groupama.

## Calais Round Britain Race 2003
Neuf monocoques de 60 pieds sont au départ le mercredi 23 juillet 2003. PRB skippé par Vincent Riou est vainqueur de la 1re Calais Round Britain Race. Il aura parcouru les 1 850 milles en 9 jours 9 heures 48 minutes et 51 secondes à la vitesse moyenne de 8,19 nœuds.

### Classement
| Place | Skipper             | Bateau                | Temps                 |
| ----- | ------------------- | --------------------- | --------------------- |
| 1er   | Vincent Riou        | PRB                   | 09 j 09 h 48 min 51 s |
| 2e    | Roland Jourdain     | Sill                  | 09 j 11 h 31 min 41 s |
| 3e    | Mike Golding        | Ecover                | 09 j 12 h 19 min 23 s |
| 4e    | Bernard Stamm       | Bobst Group Armor Lux | 09 j 13 h 18 min 18 s |
| 5e    | Mark Denton         | Team 888              | 09 j 20 h 44 min 23 s |
| 6e    | Sébastien Josse     | VMI                   | 09 j 20 h 47 min 24 s |
| 7e    | Joe Seeten          | Arcelor Dunkerque     | 10 j 11 h 17 min 49 s |
| 8e    | Patrick de Radiguès | Garnier Belgium       | 10 j 11 h 34 min 58 s |
| 9e    | Charles Hedrich     | Objectif 3            | 11 j 00 h 56 min 16 s |

## 1000 milles de Calais 2004
Cette épreuve était officiellement inscrite dans le calendrier IMOCA et compte coefficient 1 dans le classement de l’année. L'équipage était composé de cinq personnes. Départ pour les monocoques devant le cap Blanc-Nez avant un parcours côtier le long des côtes françaises, jusqu’à Boulogne. Les voiliers s’engagent alors librement vers la sortie de la Manche, remontent en mer d'Irlande. Les concurrents doivent ensuite laisser le rocher du Fastnet à tribord de même que les îles Scilly, avant de redescendre vers une marque de parcours à Douvres, puis la ligne d’arrivée à Calais.
Départ le 9 mai 2004 à 17 h 41 pour un parcours de 943 milles.

### Classement
| Place | Skipper          | Bateau            | Temps                |
| ----- | ---------------- | ----------------- | -------------------- |
| 1er   | Jean Le Cam      | Bonduelle         | 4 j 14 h 43 min 38 s |
| 2e    | Mike Golding     | Ecover            | 4 j 19 h 30 min 03 s |
| 3e    | Jean-Pierre Dick | Virbac            | 6 j 04 h 13 min 23 s |
| 4e    | Vincent Riou     | PRB               | 6 j 05 h 09 min 22 s |
| 5e    | Joe Seeten       | Arcelor Dunkerque | hors temps           |
| -     | Roland Jourdain  | Sill              | abandon              |

## Calais Round Britain Race 2005

### Classement
| Place | Bateau              | Skipper                |
| ----- | ------------------- | ---------------------- |
| 1     | Sill et Veolia      | Roland Jourdain        |
| 2     | Ecover              | Mike Golding           |
| 3     | Virbac-Paprec       | Jean-Pierre Dick       |
| -     | Caen La Mer         | Jean-Baptiste Dejeanty |
| -     | Bonduelle           | Jean Le Cam            |
| -     | Pindar              | Emma Richards          |
| -     | Cheminées Poujoulat | Bernard Stamm          |

## Calais Round Britain Race 2007
Nouveauté, le comité de course choisit le sens de rotation autour des Îles Britanniques au dernier moment en fonction des conditions météo. Le départ est donné le 3 juin 2007. Le tour se fera dans le sens des aiguilles d'une montre, les concurrents s'engagent dans la Manche, puis remontent en laissant l'Irlande, les Hébrides et les Shetland à tribord  (au-delà du 61e parallèle) avant de redescendre par la mer du Nord soit en distance minimum de 1 815 milles.

### Classement
| Place | Bateau              | Skipper                | Temps                 |
| ----- | ------------------- | ---------------------- | --------------------- |
| 1     | PRB                 | Vincent Riou           | 09 j 07 h 07 min 36 s |
| 2     | Delta Dore          | Jérémie Beyou          | 09 j 13 h 35 min 54 s |
| 3     | VM Matériaux        | Jean Le Cam            | 09 j 16 h 17 min 06 s |
| 4     | Temenos             | Dominique Wavre        | 09 j 22 h 06 min 13 s |
| 5     | Generali            | Yann Eliès             | 10 j 08 h 17 min 04 s |
| 6     | Artemis             | Jonny Malbon           | 10 j 08 h 53 min 46 s |
| 7     | Maisonneuve         | Jean-Baptiste Dejeanty | 10 j 14 h 17 min 41 s |
| 8     | Roxy                | Samantha Davies        | 10 j 16 h 00 min 07 s |
| 9     | Cheminées Poujoulat | Bernard Stamm          | 10 j 19 h 25 min 38 s |
| 10    | Akena               | Arnaud Boissières      | 10 j 19 h 35 min 30 s |
| 11    | Aviva               | Dee Caffari            | 11 j 01 h 00 min 25 s |

## Calais Round Britain Race 2009
L'édition 2009 est annulée, faute d'un plateau de bon niveau suffisant. Selon les organisateurs, à la suite du Vendée Globe, trop peu de bateaux étaient en mesure de s'aligner dans de bonnes conditions, et il n'était pas question d'une course au rabais.